# حقوق متروكة

"حرف c معكوس في دائرة كاملة" هو رمز حقوق متروكة، وهو نسخة معكوسة من رمز حقوق النسخ، وليس له دلالة قانونية على العكس من رمز حقوق النسخ، ولكنه ليس تحايل.

حقوق متروكة أو مرفوعة (بالإنجليزية: copyleft)‏ هو مصطلح نابع من وحي كلمة «حقوق النسخ» (بالإنجليزية: copyright)‏ وهي بخلاف حقوق النسخ، هي استخدام لقانون حقوق النسخ لإزالة القيود عن توزيع النُسخ والسماح بتعديلها بحرية بدون الرجوع إلى المؤلف وتلزم كذلك النسخ المعدلة من الأعمال للآخرين أن تُعطى نفس الدرجة من حريات أو أكثر.
حقوق متروكة هو شكل من أشكال الرخص ومن الممكن استعمالها لتعديل حقوق النسخ سواء للبرمجيات أو الوثائق أو الموسيقى أو الفنون. عموماً، قانون حقوق النسخ يسمح لمؤلف العمل أن يمنع الآخرين من إعادة إنتاج أو استعمال أو توزيع نسخ من أعمال مؤلف العمل. على النقيض من ذلك، من خلال نظام ترخيص حقوق متروكة، يمكن لمؤلف العمل أن يعطي كل شخص يستلم نسخة من عمله الإذن بإعادة إنتاج أو استعمال أو توزيع، وكذلك يسمح له بتعديل العمل وتطويره بشرط أن تظل النسخة المعدلة أو المطورة ملزمة بنفس نظام ترخيص حقوق متروكة. رخصة جنو العمومية هي منشأ حقوق متروكة وأحد أشكالها واسعة الانتشار.